# Meet Me Next Christmas
Meet Me Next Christmas är en amerikansk romantik- och komedifilm med jultema som hade premiär på Netflix den 6 november 2024. Filmen är regisserad av Rusty Cundieff efter ett manus skrivet av Molly Haldeman och Camilla Rubis.

## Handling
Filmen kretsar kring Layla som måste ge sig ut i New York för att få tag på biljetter till den slutsålda julaftonskonserten med Pentatonix.

## Rollista (i urval)
- Christina Milian – Layla
- Devale Ellis – Teddy
- Mitch Grassi – Mitch
- Scott Hoying – Scott
- Kirstin Maldonado – Kristin
- Kevin Olusola – Kevin
- Matt Sallee – Matt